# Condado del Valle de Canet
El condado del Valle de Canet es un título nobiliario español creado por el rey Alfonso XIII a favor de Ramón de Montaner y Vila, empresario y editor, mediante real decreto del 17 de mayo de 1909 y despacho expedido el 30 de abril de 1910, con autorización para designar sucesión.

## Condes del Valle de Canet
|                           | Titular                     | Periodo                   |
| Creación por Alfonso XIII | Creación por Alfonso XIII   | Creación por Alfonso XIII |
| ------------------------- | --------------------------- | ------------------------- |
| I                         | Ramón de Montaner y Vila    | 1910-1921                 |
| II                        | Julia de Montaner y Malattó | 1922-¿?                   |
| III                       | Ramón de Capmany y Udaeta   | 1966-2016                 |
| IV                        | Ramón de Capmany y Aubiña   | 2017-hoy                  |

## Historia de los Condes del Valle de Canet
- Ramón de Montaner y Vila (Canet del Mar, 1832-Barcelona, 16 de junio de 1921), I conde del Valle de Canet.[1]

Casó con Florentina Malattó y Suriña. En 1922 le sucedió su hija:
- Julia de Montaner y Malattó, II condesa del Valle de Canet.[1]

Casó con Ricardo de Capmany y Roura. El 27 de mayo de 1966, previa orden del 22 de marzo del mismo año para que se expida la correspondiente carta de sucesión (BOE del 18 de abril), le sucedió su nieto, hijo de Ramón de Capmany y Montaner y su esposa María Victoria de Udaeta y París:
- Ramón de Capmany y Udaeta, III conde del Valle de Canet.[3]

El 25 de marzo de 2017, previa orden del 18 de junio de 2015 para que se expida la correspondiente carta de sucesión (BOE del día 30), le sucedió, por cesión, su hijo:
- Ramón de Capmany y Aubiñá. IV conde del Valle de Canet.[3]